# Лудвиг фон Золмс-Хоензолмс-Лих
Лудвиг фон Золмс-Хоензолмс-Лих (на немски: Ludwig zu Solms-Hohensolms-Lich;; * 24 януари 1805, Лих; † 29 февруари 1880, Лих) е княз на Золмс-Хоензолмс-Лих.

## Биография
Той е вторият син на княз Карл Лудвиг Август фон Золмс-Хоензолмс-Лих (1762 -1807) и съпругата му Хенриета София фон Бентхайм-Щайнфурт (1777 – 1851), дъщеря на княз Лудвиг Вилхелм Гелдрикус Ернст фон Бентхайм-Щайнфурт (1756 – 1817) и принцеса Юлиана Вилхелмина фон Шлезвиг-Холщайн-Зондербург-Глюксбург (1754 – 1823).
Брат е на принц Карл (1803 – 1824) и принц Фердинанд (1806 – 1876), който е баща на княз Херман Адолф (1838 – 1899).
Лудвиг се жени на 10 май 1829 г. в Бюдинген за принцеса Мария фон Изенбург-Бюдинген (* 4 октомври 1808, Бюдинген; † 11 октомври 1872, Лих), дъщеря на княз Ернст Казимир I фон Изенбург и Бюдинген (1781 – 1852) и графиня Фердинанда фон Ербах-Шьонберг (1784 – 1848). Те нямат деца.
Лудвиг фон Золмс-Хоензолмс-Лих умира на 29 февруари 1880 г. в Лих на 75 години.